# Baddeley Devesi
Baddeley Devesi, född 16 oktober 1941 på Guadalcanal, död 16 februari 2012, var Salomonöarnas generalguvernör från 7 juli 1978 till 7 juli 1988, och därefter landets utrikesminister 1989-1990, inrikesminister 1990-1992 samt vice regeringschef 1990-1993 och 1997-2000.